# Saag
Saag (pronunciado [saːg]) (em nepali:  साग) (em sindi:  ساڳ) ou sag é um prato à base de folhas (por exemplo de espinafre, mostarda, couve-galega, basella, etc.) tradicional do subcontinente indiano e servido habitualmente com pão do tipo roti ou naan, ou arroz (no Nepal, Odisha e Bengala Ocidental). O saag pode ser feito das folhas de diversas plantas, e é temperado com especiarias e, por vezes, leva outros ingredientes como  paneer. Em alguns menus, é designado saagwala.
O saag é mais comum na região do Punjab, especialmente o sarson da saag, onde pode ser servido com makki di roti. No Nepal e nas regiões setentrionais da Índia de Haryana e Uttar Pradesh também é tradicionalmente servido assim. Aí o roti é feito de farinha de milho e por isso é de cor amarela, embora possa ser servido com outros tipos de pão. Porém, o termo saag/saj pode designar uma grande variedade de pratos feitos à base de folhas. Por exemplo, o saag aloo (espinafre e batata) e o saag gosht (espinafre e carne de cabra) sãpo pratos comuns na cozinha do Punjab, servidos em restaurantes e take-aways no mundo ocidental (onde normalmente a carne de cabra é substituída por carneiro).

## Algumas variantes
- Saag aloo (com batatas)

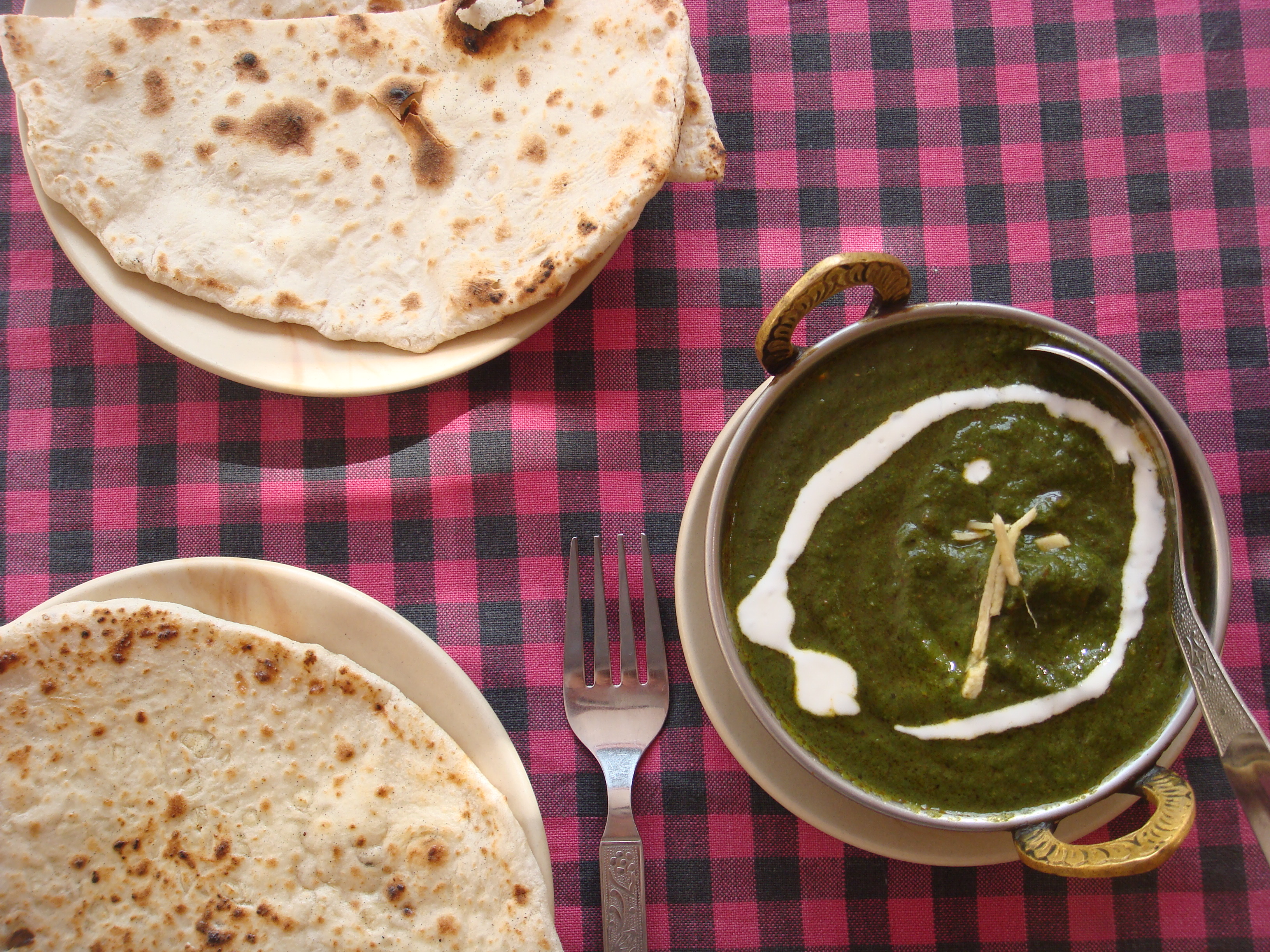
Saag de cabra ou carneiro com pão naan.

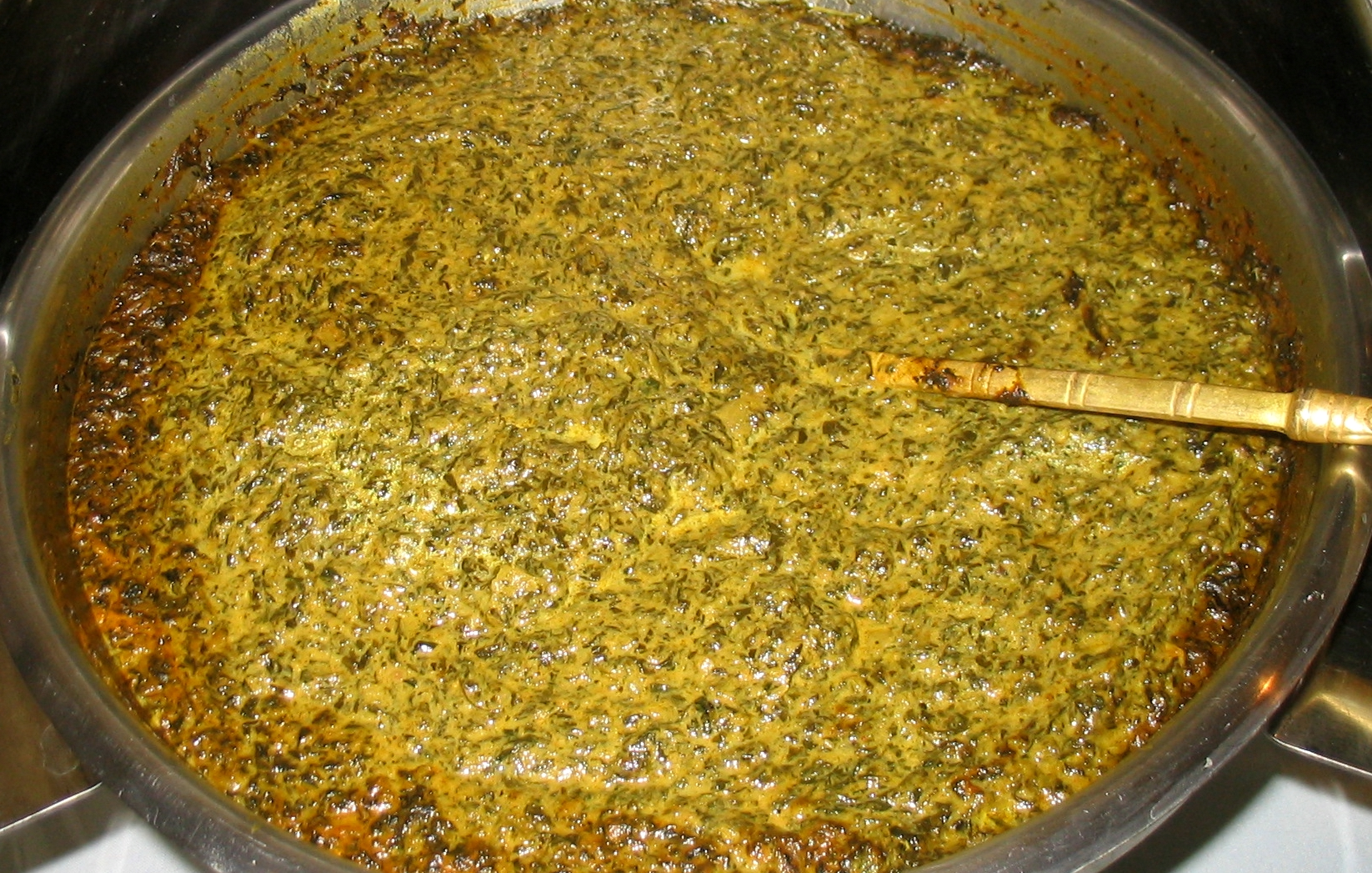
Saag paneer: com espinafres e queijo.

- Saag gosht (com carne de cabra ou carneiro)
- Saag murgh (avec com frango)
- Saag paneer (com paneer)

## Receita de saag
São muitas as receitas de saag, mas uma básica pode ser feita do seguinte modo:
Ingredientes
- 1 kg de folhas de mostarda-negra
- 500 g de espinafres
- 1 l de água
- 6 pimentos verdes
- 1 cebola pequena cortada em quartos
- 1 pequena porção de gengibre
- 3 dentes de alho
- 1 pitada de sal
- 1 colher de sopa de óleo de milho

Preparação
- Lavar bem as folhas de mostarda, e picar as folhas;
- Colocar as folhas de mostarda e espinafre num tacho com água, e levar ao lume;
- Deixar ferver e adicionar o pimento e o sal. Retirar do lume, e quando frio misturar tudo;
- Adicionar gengibre, o alho picado e a cebola num outro tacho com o óleo de milho e refogar;
- Juntar a mistura no tacho com o gengibre, aquecer 5 minutos e servir.